# Kirsebær (frugt)
Kirsebær er frugter af Sød-Kirsebær, som er den dyrkede form af Fugle-Kirsebær eller Sur-Kirsebær. Navnet stammer fra det græske ”cerasus” (Kirsebærtræ) og det latinske ceresia.
Frugten er 1-1,5 cm i diameter, og når den er moden kan den være gul, rødlig, klart rød, blodrød eller helt sort. Frugtkødet er oftest fast og saftigt med en aromatisk duft og en sød smag (hos surkirsebær syrligere). Midt i frugten er en stenhård kerne, som  rummer frøet. Kirsebærstenen er næsten kuglerund og ca. 0,5-0,8 cm i diameter. Kernen indeholder amygdalin, som omdannes til sukker og blåsyre, hvis den bliver beskadiget. 

## Historie
De vilde kirsebærtræers frugter har altid været meget eftertragtede af både fugle og mennesker. Allerede stenalderens mennesker samlede og spiste dem friske eller tørrede. Der er fundet forstenede kerner i de huler, som vore fjerne forfædre boede i.
Kirsebær var kendt i den antikkens græske kultur og er bl.a. beskrevet af botanikeren Theophrastos i år 300 f.Kr.. De første dyrkede kirsebær blev bragt fra sortehavsegnene til Rom af feltherren Lucullus. Dyrkning af kirsebærtræer nævnes under navnet Ceresarios i Karl den Stores ”Capitulare de villis vel curtis imperii” fra 812. I dag er kirsebærdyrkningen udbredt over hele verden, men 80 % af høsten kommer fra Europa.

## Anvendelse
Kirsebær spises enten rå eller som frugtgrød, kirsebærsovs, marmelade eller som tilsætning til diverse mælkeprodukter. Kirsebærkage er også meget afholdt. Ved henkogning eller nedfrysning kirsebærrene konserveres i lang tid. De kan gemmes i alkohol eller i sukkerlage som cocktailbær.
Der kan fremstilles en velsmagende saft ved presning af bærrene. Saften fra sure kirsebær tilsættes sukker, og ren kirsebærsaft er sjældent på markedet. Det er langt mere almindeligt at se saften i form af kirsebærvin eller destilleret kirsebærvin, kirsch.

## Gavnlige virkninger
En halv liter kirsebærsaft dækker dagsbehovet for C-vitamin. 250 g bær om dagen kan sænke urinsyreniveauet og beskytte mod gigt. Frugterne bruges i naturmedicin som middel mod paradentose.[kilde mangler]